# Brécourt Manor Assault
1944: Overlord · Dragoon · Mons · Market Garden · Scheldemündung · Aachen · Hürtgenwald · Queen · Elsass-Lothringen · Ardennen
1945: Nordwind · Bodenplatte · Blackcock · Colmar · Veritable · Grenade · Blockbuster · Lumberjack · Undertone · Plunder · Flashpoint · Aschaffenburg · Würzburg · Ruhrkessel · Friesoythe · Nürnberg
Luftkrieg · Seekrieg
Neptune · Caen · Carentan · Cherbourg · Saint-Lô · Cobra · Bretagne · Lüttich · Falaise · Paris
Der Brécourt Manor Assault am 6. Juni 1944 (D-Day) war eine Schlacht während des US-amerikanischen Fallschirmangriffs im Rahmen der Operation Overlord während der Invasion der Normandie während des Zweiten Weltkriegs. Sie wird oft als klassisches Beispiel für Taktik und Führung kleiner Einheiten bei der Überwindung einer größeren feindlichen Einheit angeführt.

## Hintergrund
Das 2. Bataillons des 506. Fallschirmjägerregiments der 101. US-Luftlandedivision sprang in der Nacht vom 5. auf den 6. Juni 1944 über dem Hinterland der Landungszone Utah Beach der Normandie ab. Durch starken Flakbeschuss verpassten zahlreiche Soldaten ihre Landungszonen und waren über die gesamte Normandie verstreut. Am Morgen den 6. Juni 1944 schlossen sich erste Teile der Easy Company beim Gutshof Le Grand Chemin wieder zusammen. Da zu diesem Zeitpunkt der Verbleib des Kompaniechefs First Lieutenant Thomas Meehan III. unklar war, übernahm dessen Stellvertreter First Lieutenant Richard Winters das Kommando.
Winters erhielt den Auftrag, eine deutsche Artilleriebatterie, welche auf Causeway Exit 2 bei der Landungszone Utah Beach und die dort anlandende 4. US-Infanteriedivision feuerte, auszuschalten. „There's fire along that hedgerow there. Take care of it!“ („Entlang der Hecke dort ist Feuer. Kümmern Sie sich darum“) war die Aussage, die Winters erhielt. Es wurden mehrere 10,5-cm-leichte Feldhaubitzen 18 oder 8,8-cm-Flak 18/36/37 („Acht-Achter“) vermutet, welche sich 5 km südwestlich von Utah Beach beim Gutshof Brécourt (engl. Brécourt Manor) und nördlich des Dorfs Sainte-Marie-du-Mont befanden. Vorherige Angriffe anderer Einheiten auf diese Stellungen wurden erfolgreich abgewehrt.
Winters erkundete den Bereich gegen 8:30 Uhr und stellte anschließend eine zwölfköpfige Gruppe aus seiner und anderen Kompanien des 506. zusammen. Er kannte die ungefähre Lage der Geschütze, allerdings gab es keine Informationen über das Stellungssystem und nicht einsehbare Bereiche hinter den Hecken. Im Laufe des Angriffs stellte sich heraus, dass es sich um vier 10,5-cm-Gebirgshaubitzen 40 der 6. Batterie des (Gebirgs-)Artillerie-Regiments 191 handelte. Alle Geschütze waren über ein Schützengrabensystem miteinander verbunden und wurden von einer Kompanie verteidigt.
Welche deutsche Einheiten an der Verteidigung beteiligt waren, ließ sich nicht genau feststellen. Winters ging von Einheiten des Fallschirm-Jäger-Regiments 6 aus. Dessen 1. Bataillon wurde am Nachmittag zuvor von Carentan nach Saint-Marie-du-Mont verlegt. Gleichzeitig lag die Zuständigkeit für die Gegend um Sainte-Marie-du-Mont bei der 1. Kompanie des Grenadier-Regiments 919 der 709. Infanterie-Division. Zudem waren Teile des Grenadier-Regiments 1058 der 91. Infanterie-Division im Bereich. Die Anwesenheit des Georgischen Infanterie-Bataillons 795, das ebenfalls der 709. ID unterstellt war, ist hingegen unwahrscheinlich, da es sich nordwestlich von Turqueville befand. Letztendlich standen den US-Fallschirmjägern 60 deutsche Soldaten gegenüber. Die ursprüngliche Besatzung der Haubitzen desertierte vermutlich in der Nacht während der US-amerikanischen Luftlandeoperation. Oberstleutnant Friedrich August Freiherr von der Heydte vom Fallschirm-Jäger-Regiment 6 beobachtete die Landung am Utah Beach und erfuhr, dass die Geschütze aufgegeben worden waren. In der Folge reiste er nach Carentan und befahl dem 1. Bataillon Sainte-Marie-du-Mont und Brécourt zu besetzen, zu halten und Soldaten für die Bedienung der Artilleriebatterie zu finden. Freiherr von der Heydte war selbst nicht an den Kampfhandlungen beteiligt.

## Verlauf
Nach der Erkundung und der Zusammenstellung der Gruppe entwickelte Winters vor Ort die Taktik. Dabei wurden zwei M1919-Maschinengewehre als Deckungsfeuer positioniert. Gleichzeitig übernahmen mehrere Soldaten unter der Führung von Second Lieutenant Lynn Compton eine Flanke, um eine deutsche MG-Stellung mit Handgranaten zu zerstören und Deckungsfeuer zu geben. Die erste Angriffswelle umfasste zwölf Soldaten.
Nach der Einnahme des ersten Geschützes durch Winters und seine Gruppe erwiesen sich die Schützengräben, die die Geschütze miteinander verbanden, als Schwachstelle für die deutschen Verteidiger. Die Angreifer nutzten die Schützengräben als Deckung, um die nächsten Geschütze angreifen zu können. Im weiteren Verlauf wurden alle vier 10,5-cm-Gebirgshaubitzen 40 zerstört, indem jeweils ein Block TNT in den Lauf gesteckt und mit einer deutschen Stielhandgranate 24 gezündet wurde. Das vierte und letzte Geschütz wurde von der Dog Company unter der Führung von First Lieutenant Ronald Speirs angegriffen und eingenommen. Danach erfolgte unter schwerem MG-Feuer der Rückzug.
In einer Geschützstellung entdeckte Winters eine Landkarte, auf der die Standorte sämtlicher deutscher Artillerie- und MG-Stellungen auf der Halbinsel Cotentin verzeichnet waren. Er übergab diesen wertvollen Fund nach der Rückkehr nach Le Grand Chemin an den zuständigen Offizier für das militärische Nachrichtenwesen (S 2) des 2. Bataillons First Lieutenant Lewis Nixon. Nach Weitergabe der Informationen an die obere Befehlskette war das Kommando so begeistert, dass die ersten beiden Panzer von Utah Beach zu den Fallschirmjägern geschickt wurden, um diese zu unterstützen. Unter Winters’ Führung konnte der verbliebene deutsche Widerstand gebrochen werden.

## Verluste
Auf deutscher Seite fielen 20 Mann, 12 wurden gefangen genommen, zudem wurden alle vier 10,5-cm-Gebirgshaubitzen 40 zerstört.
Die amerikanische Seite verzeichnete vier gefallene Soldaten: Private First Class John Hall (Able Company) unter Winters’ Kommando, Sergeant Julius Houk (Fox Company) und einen weiteren Soldat aus der Dog Company unter Speirs’ Führung sowie Warrant Officer Andrew Hill, der auf der Suche nach dem Hauptquartier des 506. Fallschirmjägerregiments in das Gefecht geriet. Zudem wurden Private Robert Wynn (Easy Company) und ein Soldat aus der Dog Company verwundet.

## Nachwirkungen

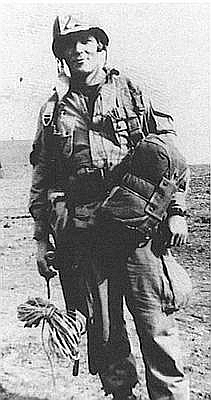
Richard Winters während seiner Ausbildung im Camp Toccoa.

Die Landung der Truppen am Utah Beach verlief aufgrund dieses erfolgreichen Angriffs verhältnismäßig problemlos. Der Kommandeur des 506. Fallschirmjägerregiments Colonel Robert F. Sink empfahl Winters für die Medal of Honor, die höchste Auszeichnung der US-Army. Winters erhielt im Anschluss mit dem Distinguished Service Cross die zweithöchste Auszeichnung, da pro Division nur eine Medal of Honor verliehen wurde und in der 101. US-Luftlandedivision Lieutenant Colonel Robert George Cole ausgezeichnet wurde. Nach der Veröffentlichung der Miniserie Band of Brothers – Wir waren wie Brüder startete der US-amerikanische Politiker Tim Holden eine Kampagne mit dem Versuch, Winters’ Distinguished Service Cross zur Medal of Honor aufzuwerten. Der entsprechende Gesetzentwurf HR 796 scheiterte im Ausschuss am Ende des 110. Kongresses der Vereinigten Staaten.
Des Weiteren wurden drei Silver Stars und elf Bronze Stars verliehen. Aufgrund von Verwundungen während des Gefechts zudem drei Purple Hearts.
Im Jahr 2008 wurde ein Denkmal für die Easy Company an der Abzweigung der D14 zwischen den Gutshöfen Le Grand Chemin und Brécourt errichtet. Auf dem Gedenkstein sind die Namen aller Gefallener der Easy Company des D-Days eingraviert.

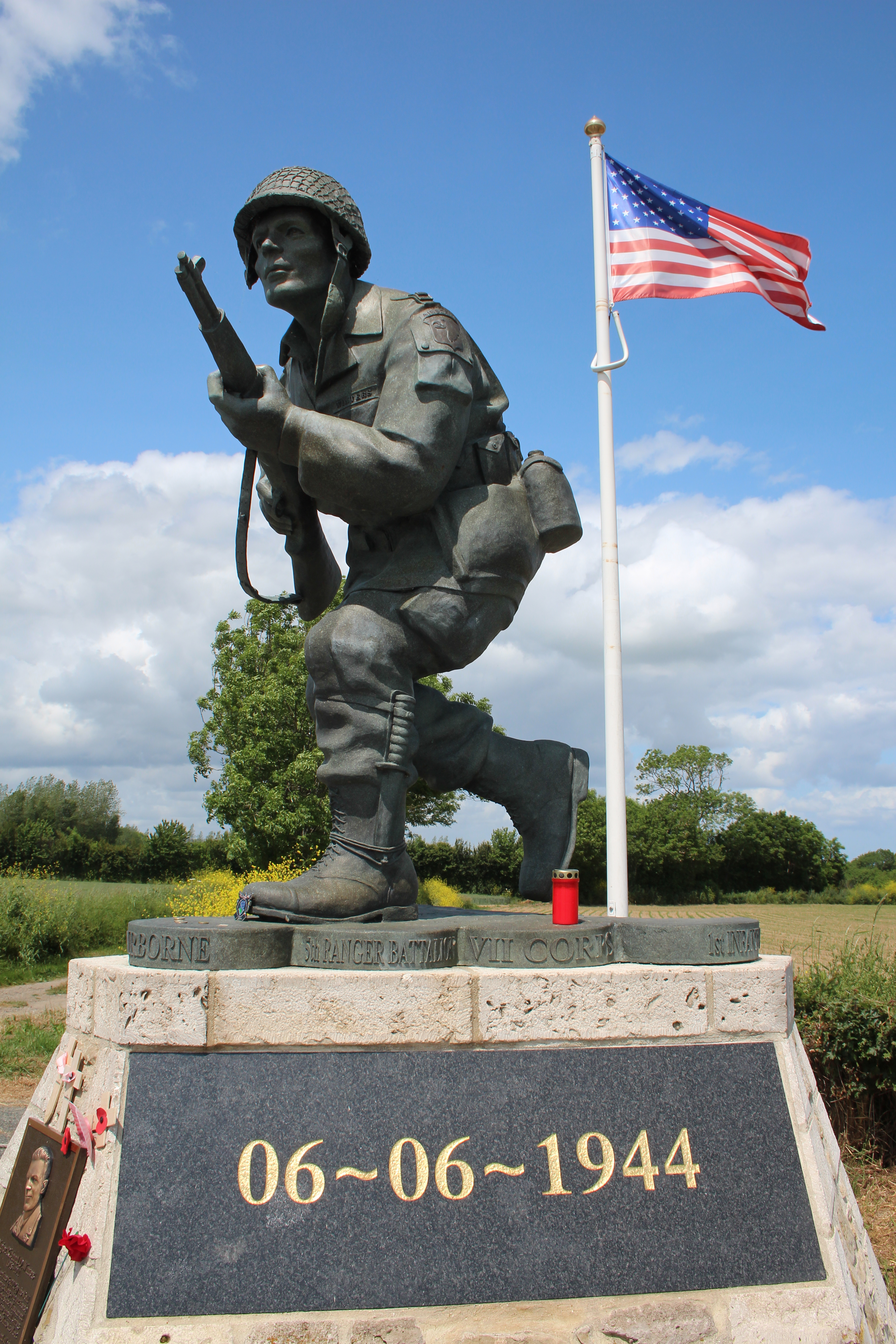
Statue zu Ehren Richard Winters in der Nähe von Sainte-Marie-du-Mont.

Am 6. Juni 2012, dem 68. Jahrestag des D-Day, wurde in der Nähe von Sainte-Marie-du-Mont ein Gedenkstein mit einer Bronzestatue zu Ehren von Richard Winters enthüllt. Das Memorial ist nach seinem Wunsch allen jungen Offizieren gewidmet, die während der Landung in der Normandie gedient haben bzw. gefallen sind. Eine genaue Kopie der Gedenkstätte wurde am 25. Mai 2015 in Ephrata, Pennsylvania, dem ehemaligen Wohnort von Richard Winters, eingeweiht. Beide Skulpturen wurden vom Bildhauer Stephen C. Spears geschaffen.

### Auszeichnungen
| Dienstgrad          | Name             | Auszeichnung                | Bandschnalle |
| ------------------- | ---------------- | --------------------------- | ------------ |
| First Lieutenant    | Richard Winters  | Distinguished Service Cross |              |
| Second Lieutenant   | Lynn Compton     | Silver Star                 |              |
| Sergeant            | William Guarnere | Silver Star                 |              |
| Private First Class | Gerard Lorraine  | Silver Star                 |              |
| Sergeant            | Carwood Lipton   | Bronze Star                 |              |
| Sergeant            | Julius Houck † 1 | Bronze Star                 |              |
| Corporal            | Joe Toye         | Bronze Star                 |              |
| Private First Class | John Hall † 1    | Bronze Star                 |              |
| Private             | Robert Wynn 2    | Bronze Star                 |              |
| Private             | Cleveland Petty  | Bronze Star                 |              |
| Private             | Walter Hendrix   | Bronze Star                 |              |
| Private             | Donald Malarkey  | Bronze Star                 |              |
| Private             | Myron Ranney     | Bronze Star                 |              |
| Private             | Joseph Liebgott  | Bronze Star                 |              |
| Private             | John Plesha      | Bronze Star                 |              |

## In der Popkultur
Der Brécourt Manor Assault wird in der zweiten Folge der 2001 veröffentlichten Miniserie Band of Brothers – Wir waren wie Brüder ausführlich und detailliert dargestellt und ist der Mittelpunkt dieser Folge.
Im 2003 veröffentlichten Videospiel Call of Duty steht das Gefecht im Mittelpunkt der sechsten Mission der US-amerikanischen Kampagne. Erneute Verwendung fand die Umgebung um Sainte-Marie-du-Mont inkl. Brécourt im 2021 veröffentlichten Videospiel Hell Let Loose.